# Coenonympha iphicleoides
Coenonympha iphicleoides är en fjärilsart som beskrevs av Karl Schawerda 1912. Coenonympha iphicleoides ingår i släktet Coenonympha och familjen praktfjärilar. Inga underarter finns listade i Catalogue of Life.